# Chrysolina eurina
Chrysolina eurina là một loài bọ cánh cứng trong họ Chrysomelidae. Loài này được Frivaldszky miêu tả khoa học năm 1883.